# آلونا پوشکاروفسکی
آلونا پوشارفسکی (زاده ۲۸ ژانویه ۱۹۹۷) یک تنیس‌باز اسرائیلی است. او با بازی برای اسرائیل در فدرال کاپ رکورد برد- باخت ۰–۴ را دارا می باشد.